# Fernanda Maria
Fernanda Maria Carvalheda Silva (Lisboa, 6 de fevereiro de 1937 – Lisboa, 13 de janeiro de 2025) foi uma fadista portuguesa, distinguida pela Casa da Imprensa com o Prémio Bordalo e o Prémio Carreira Feminina nos Prémios Amália.

## Biografia
Fernanda Maria nasceu na capital portuguesa no dia 6 de Fevereiro de 1937.
Começa a trabalhar como empregada de mesa, com apenas 12 anos em várias de fado, entre elas a Parreirinha de Alfama, da fadista Argentina Santos, onde começa a cantar fado.
Com o apoio de Alfredo Lopes, faz testes para a Emissora Nacional e estreia-se na emissão do programa de rádio Serão para Trabalhadores, na Voz do Operário. Ao obter a carteira profissional em 1957, passa a atuar em vários teatros e casas de espetáculo de Lisboa, entre elas o Coliseu dos Recreios, o Capitólio, Teatro ABC, entre outros.
Em 1964, abre a sua própria casa de fados, que se torna numa referência do fado e pela qual passam várias figuras do fado, entre elas: Cidália Moreira,Manuel de Almeida, Maria da Fé e Tristão da Silva.
Grava os seus primeiros discos com a Valentim de Carvalho no final da década de 50, e mais tarde com a discográfica Alvorada. Entre o seu vasto repertório, encontram-se os temas Rosa Enjeitada de Raul Ferrão, Zanguei-me com o meu amor de Linhares de Barbosa e o Não passes com ela à minha rua, de Carlos Conde. Fontes Rocha, Jaime Santos, Joel Pina e Raul Nery, foram alguns dos guitarristas que a acompanharam ao longo da sua carreira.
Para além de cantar fado, escreveu as letras de fado, entre elas Prédio em Ruína, musicada por Domingos Camarinha e gravada por Ricardo Ribeiro.
Fernanda Maria morreu no dia 13 de janeiro de 2025, aos 87 anos.

## Prémios e reconhecimento
Ganhou, em 1963, o Prémio Bordalo na categoria Fado.
Na edição de 2006, dos Prémios Amália foi galardoada com o Prémio Carreira Feminina.

## Discografia
Entre a sua discografia encontram-se:
- A razão do meu viver, discográfica Alvorada
- Bairros de Lisboa, a camponesa e o pescador, com Alfredo Marceneiro, discográfica A voz do Povo
- Fadista!, discográfica Monitor